# Denis Berthiaume
Pour les articles homonymes, voir Berthiaume.
Denis Berthiaume, (né le 23 mai 1969 à Sherbrooke et mort dans la même ville le 2 septembre 2022) est un universitaire canadien, professeur des universités psychologue de l’éducation, spécialisé en enseignement et en apprentissage dans l'enseignement supérieur. 
Au cours de sa carrière il se spécialise en développement professionnel pédagogique des enseignants du supérieur,, notamment en savoirs et identités professionnels, en pédagogie inversée, en évaluation des apprentissages des étudiants et en évaluation de la qualité de l’enseignement par les étudiants.

## Biographie
Né le 23 mai 1969 au Canada (Sherbrooke, Québec), il fait d'abord ses études à l'Université Laval à Québec, où il valide un master international en 1993. Il poursuit son cursus à l’université McGill par un master en psychopédagogie générale (2001) puis un doctorat de la meme discipline (2007) intitulé "What is the nature of university professors' discipline-specific pedagogical knowledge? : a descriptive multicase study". Par la suite il étudiera également à Harvard.   
Entre 1999 et 2006, il est conseiller pédagogique à l’université McGill, puis conseiller pédagogique à l'université de Southampton (UK), responsable du Centre de soutien à l’enseignement de l’université de Lausanne entre 2006 et 2012.   
En 2012 en France, il fait partie du jury des projets d' IDEFI (initiatives d'excellence en formations innovantes) piloté par l'Agence Nationale de la Recherche.    
En mars 2014, il devient vice-recteur "qualité" de la Haute école spécialisée de Suisse occidentale. Puis directeur académique du Certificat d'études supérieures en enseignement et apprentissage de l'enseignement supérieur entre 2018 et Juillet 2020, toujours à la Haute école spécialisée de Suisse occidentale.  
Il est vice-recteur aux études et à la recherche de l’Université de l'Ontario français (UOF) de juillet 2020 à août 2021, poste qu'il quitte pour raisons de santé.
Il est atteint de la maladie de Charcot ainsi que d'un cancer ultra-agressif depuis au moins 2017. Il annonce le 29 août 2022 son recours à l’aide médicale à mourir au Canada, programmée pour le 2 septembre suivant,,.

## Distinction
Le International Council for Educational Development (ICED) a décerné un prix d’excellence à Denis Berthiaume le 7 juin 2018 à Atlanta. Ce prix récompense sa contribution au développement de la pédagogie de l’enseignement supérieur dans divers pays.

## Publications
- avec Valentine Roulin et Anne-Claude Allin-Pfister (dir.), Comment évaluer les apprentissages dans l’enseignement supérieur professionnalisant?, Editions De Boeck Supérieur, 2017, 240 p.  (ISBN 9782807307902)
- avec Ariane Dumont (dir.), La pédagogie inversée: Enseigner autrement dans le supérieur par la classe inversée, Editions De Boeck Supérieur, 2016, 240 p.  (ISBN 9782807306189)
- avec Nicole Rege-Colet (dir.), La Pédagogie De L'enseignement Supérieur: Repères Theoriques Et Applications Pratiques; Se Developper Au Titre D’enseignant, Editions Peter Lang Berne, 2015, 272 p.  (ISBN 978-3-0343-1633-0)
- avec Nicole Rege-Colet (dir.), La pédagogie de l'enseignement supérieur: repères théoriques et applications pratiques: Tome 1: Enseigner au supérieur, Editions Peter Lang Berne, 2013, 354 p.  (ISBN 9783034314626)